# 29633 Weatherwax
29633 Weatherwax è un asteroide della fascia principale. Scoperto nel 1998, presenta un'orbita caratterizzata da un semiasse maggiore pari a 2,2760987 au e da un'eccentricità di 0,0995599, inclinata di 4,91202° rispetto all'eclittica.
L'asteroide è dedicato agli statunitensi Craig e Leigh Weatherwax, amici dello scopritore.